# Unbreakable (Conchita Wurst-dal)
Az Unbreakable Conchita Wurst osztrák énekes debütáló kislemeze. 2011. november 22-én jelent meg az Sony Music Entertainmentnél. Ausztriában, a dal a slágerlistán 32. helyen szerepelt.
A dalt élőben először az osztrák köztelevízió Die grosse Chance című műsorában adták elő 2011. november 11-én. Műfaját tekintve pop.

## A kislemez dalai és formátuma
- Digitális letöltés

1. Unbreakable – 3:31

## Slágerlistás helyezések
| Ország                       | Helyezés |
| ---------------------------- | -------- |
| Ausztria (Ö3 Austria Top 40) | 32       |

## Megjelenések
| Ország   | Dátum              | Formátum           | Kiadó                    |
| -------- | ------------------ | ------------------ | ------------------------ |
| Ausztria | 2011. november 22. | digitális letöltés | Sony Music Entertainment |